# Podmokle Wielkie
Podmokle Wielkie (prononciation : [pɔdˈmɔklɛ ˈvʲɛlkʲɛ]) est un village polonais de la gmina de Babimost dans le powiat de Zielona Góra de la voïvodie de Lubusz dans l'ouest de la Pologne.
Il se situe à environ 6 kilomètres au nord de Babimost (siège de la gmina), 36 kilomètres au nord-est de Zielona Góra (siège du powiat et de la diétine régionale) et 71 kilomètres au sud-est de Gorzów Wielkopolski (capitale de la voïvodie).
Le village comptait approximativement une population de 343 habitants en 2009.

## Histoire
Le nom allemand du village était Groß Posemuckelet sous l'Allemagne nazie de 1937 à 19345: Groß Posenbrück.
Après la Seconde Guerre mondiale, avec les conséquences de la Conférence de Potsdam et la mise en œuvre de la ligne Oder-Neisse, le village est intégré à la République populaire de Pologne. La population d'origine allemande est expulsée et remplacée par des polonais.
De 1975 à 1998, le village appartenait administrativement à la voïvodie de Zielona Góra.

Depuis 1999, il appartient administrativement à la voïvodie de Lubusz